# Plectranthus scutellarioides
Plectranthus scutellarioides, comúnmente conocido como cóleo, cretona o vergüenza (en Puerto Rico), es una especie de planta perteneciente a la familia Lamiaceae, nativa del sudeste asiático hasta Australia. Por lo general, crece a 60-75 cm de alto y ancho, es una planta de hoja perenne, arbustiva, ampliamente cultivada para las hojas variegadas altamente decorativas que se encuentran en las variedades cultivadas. Otro nombre común es "ortiga pintada", que refleja su relación con especies de Lamium, que pertenecen a la misma familia. (Las ortigas verdaderas y sus parientes cercanos pertenecen a la familia Urticaceae.) Los sinónimos Coleus blumei y Solenostemon scutellarioides también son nombres ampliamente utilizados para esta especie.

## Cultivares

### Variaciones de color y forma de las hojas en cultivares
Las hojas de cultivares de cóleo varían en color, de amarillo pálido a púrpura oscuro; en variegación, de casi un color a muchos colores; en su forma, de simétrica a irregular, de ancha a angosta, y de márgenes dentados a lobulados.

Variaciones de color y forma de las hojas en distintas cultivares de cretona
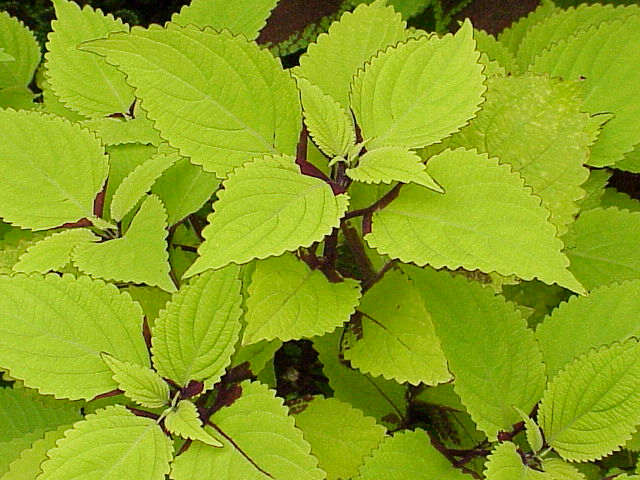
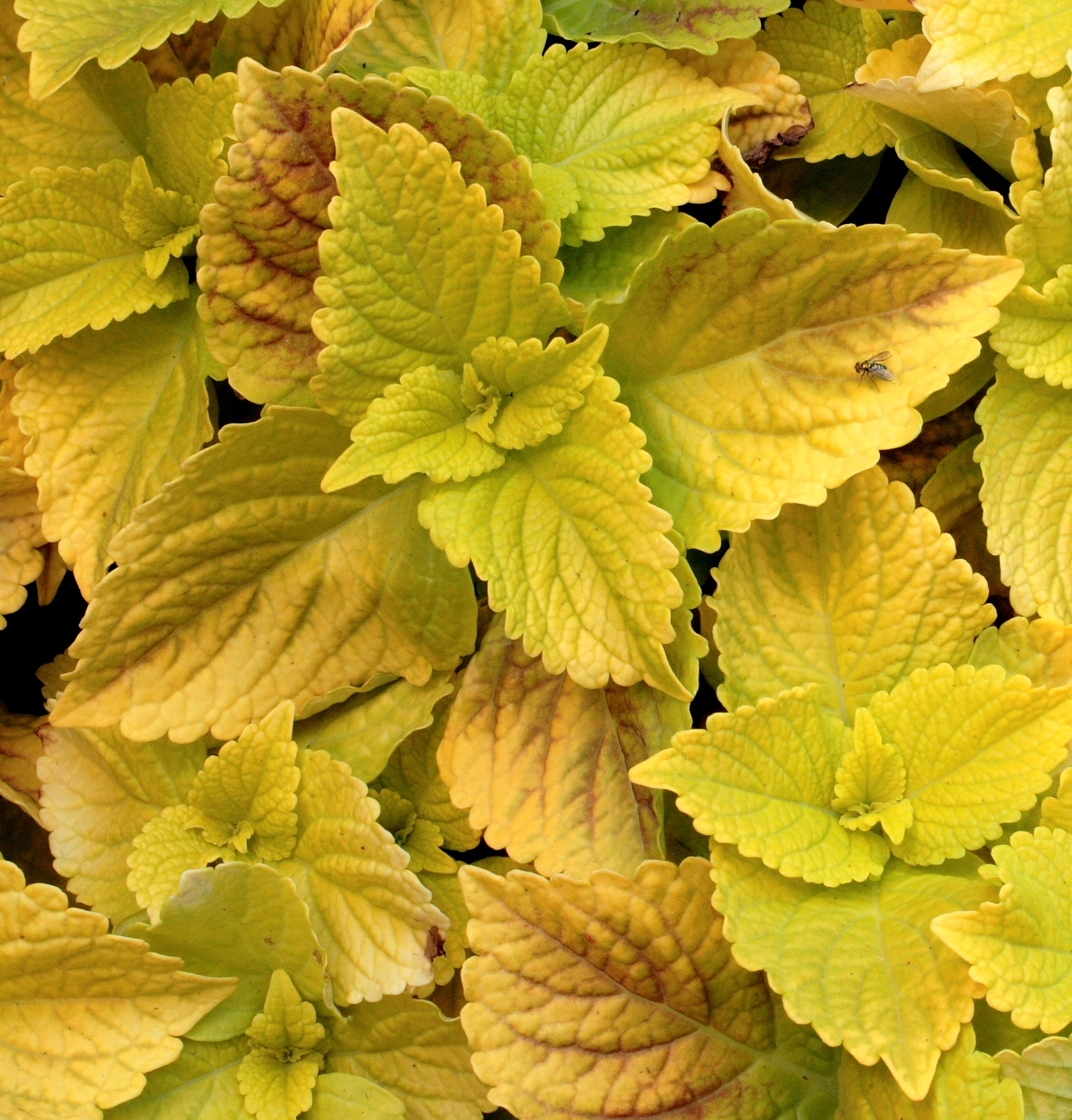
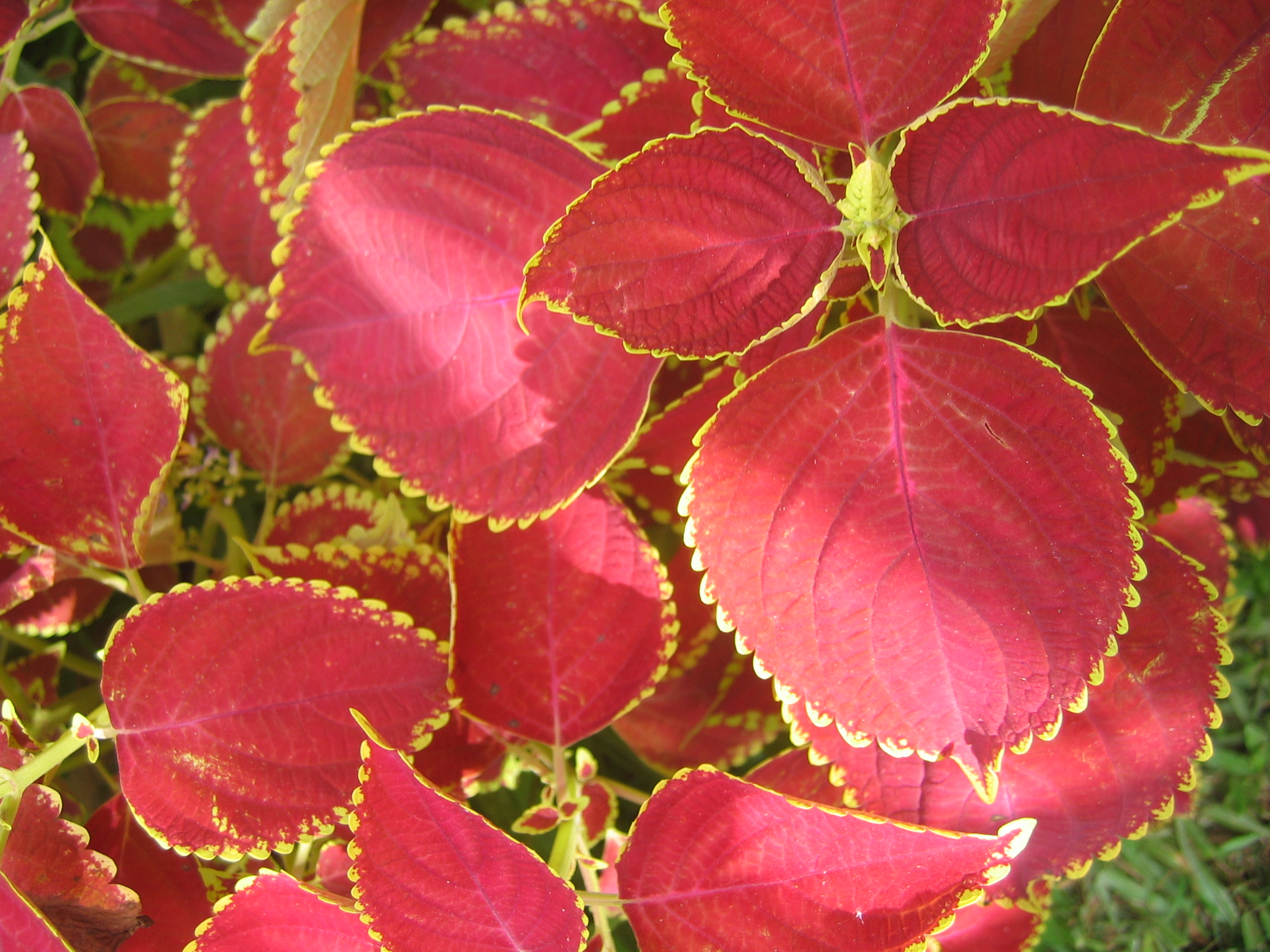
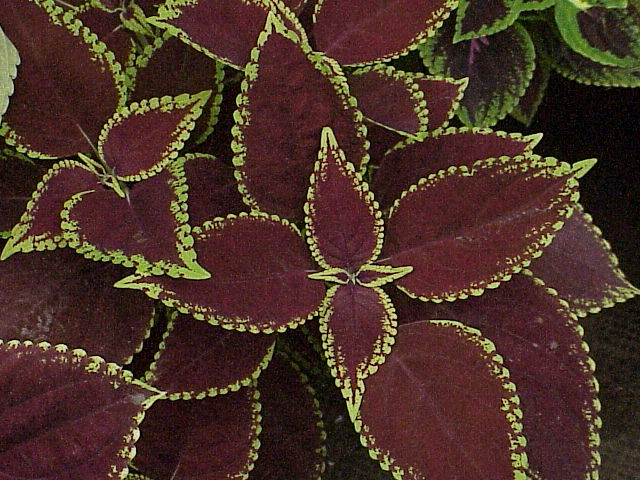
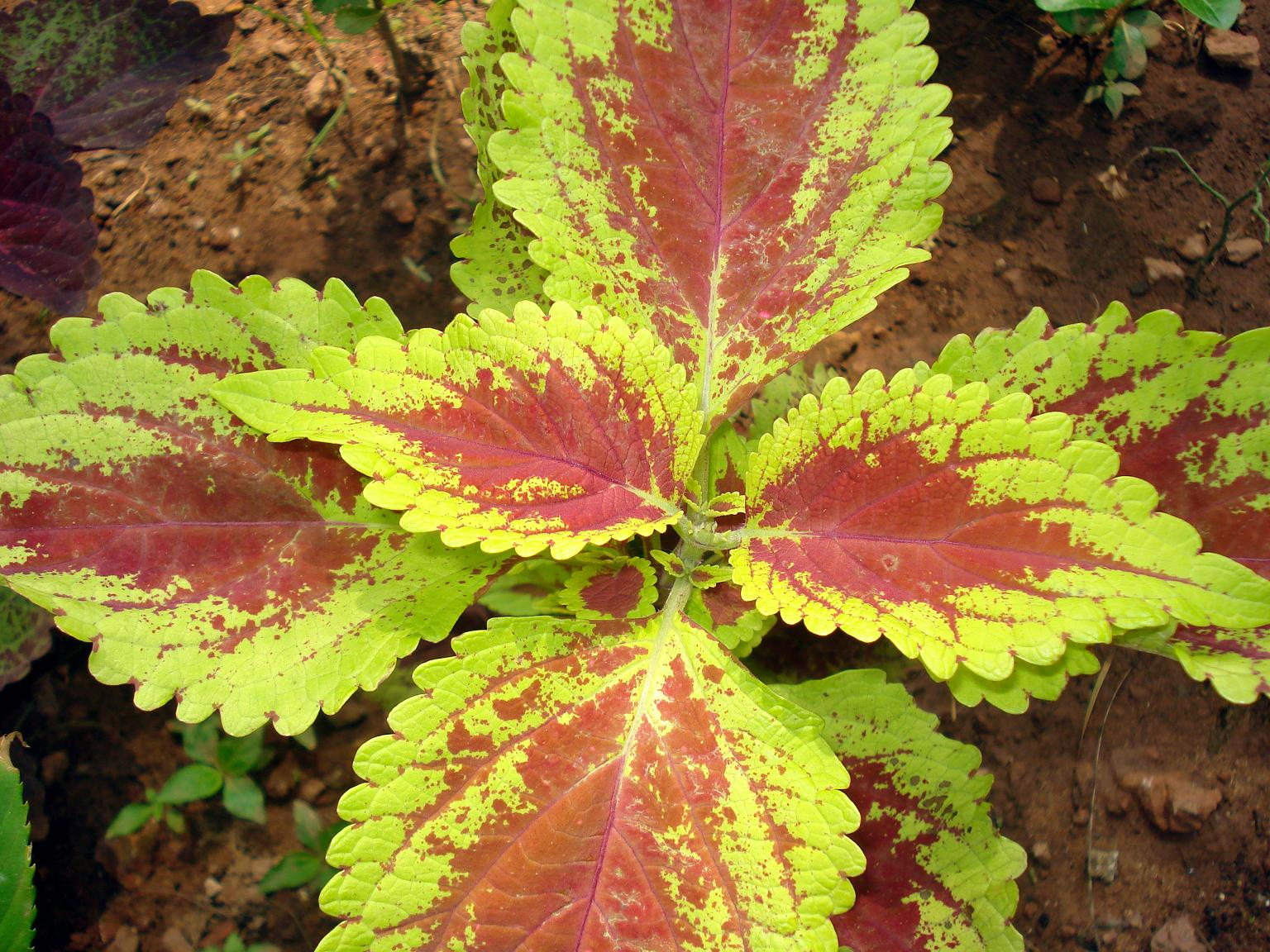
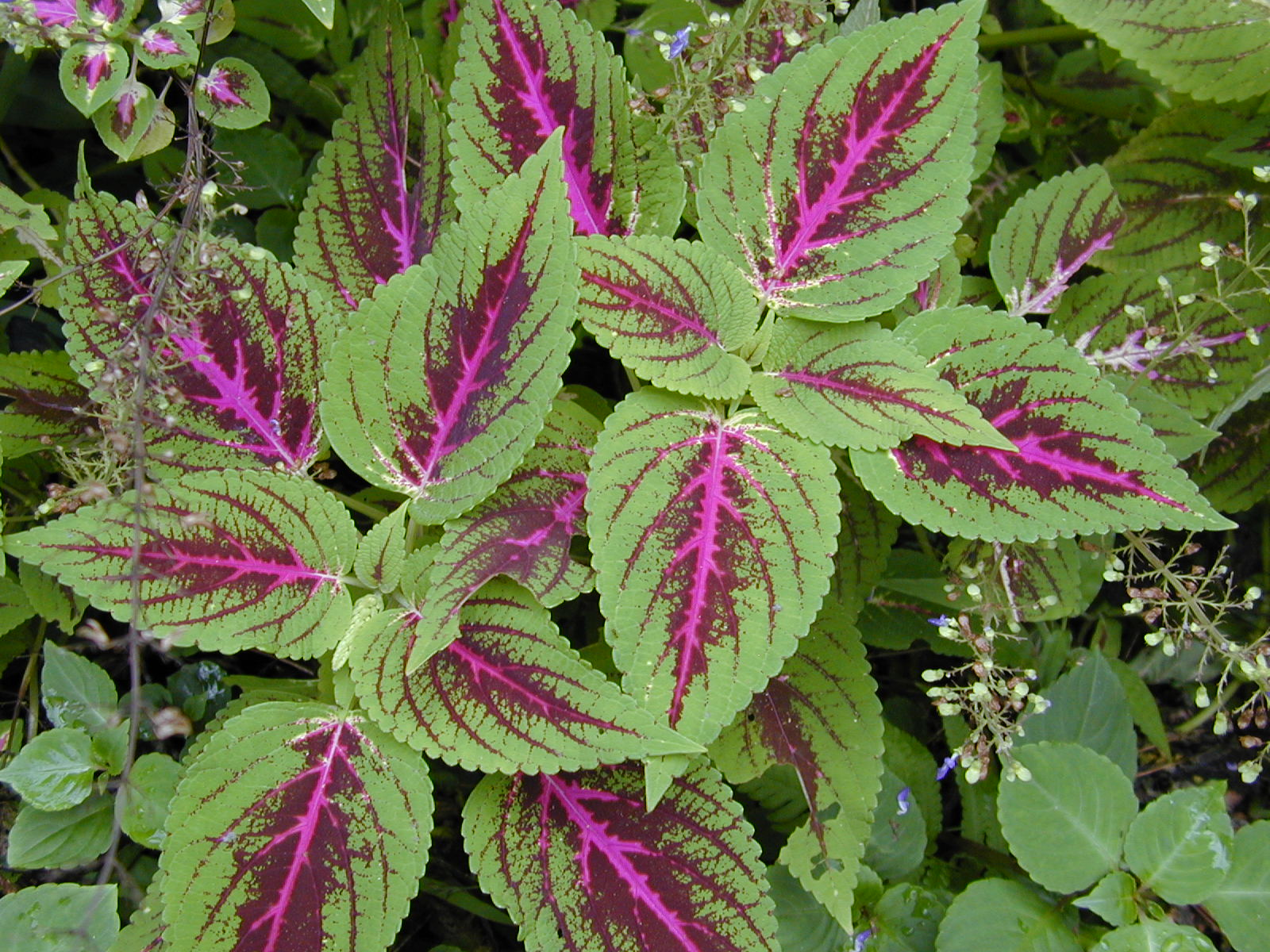
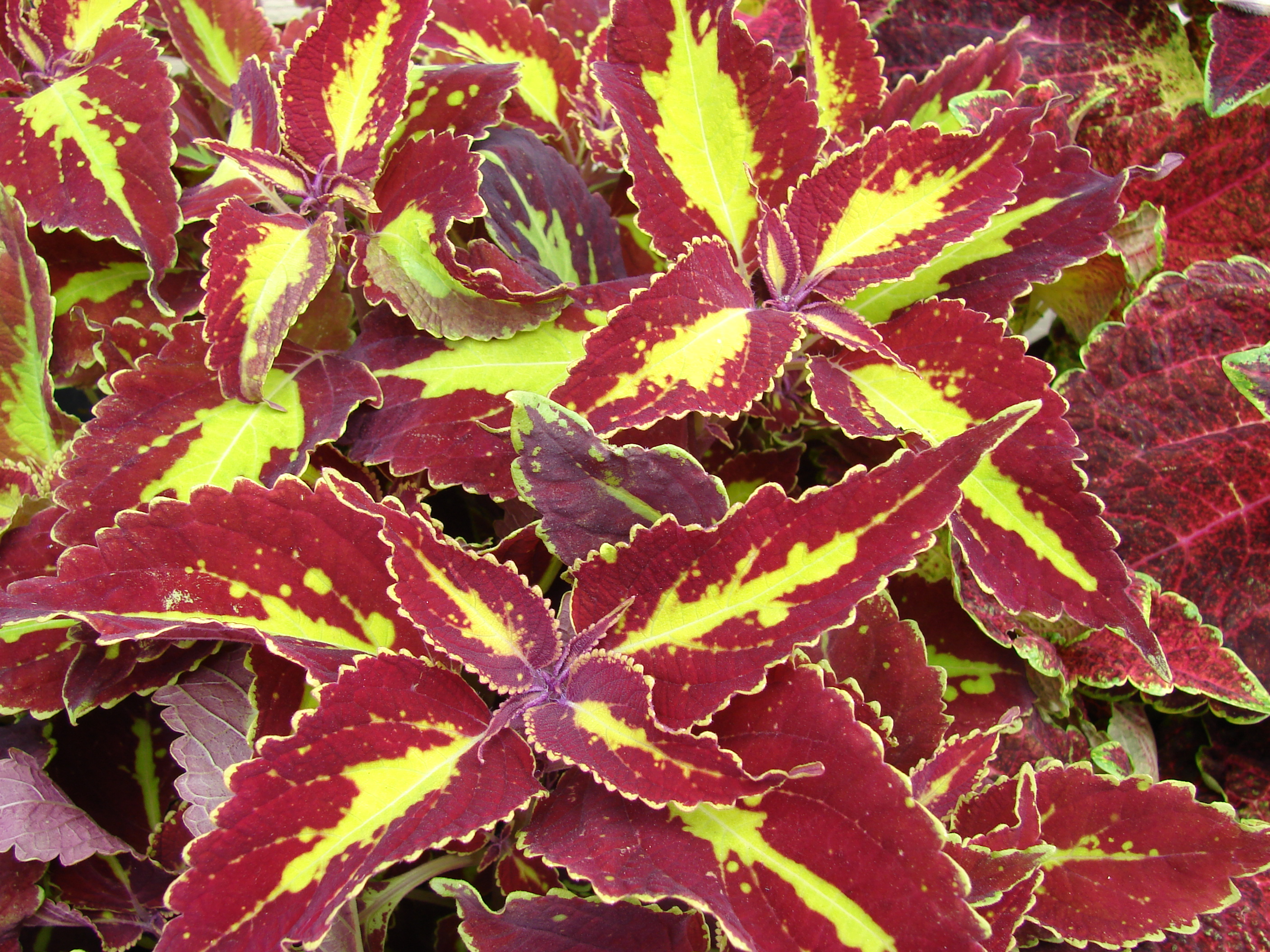
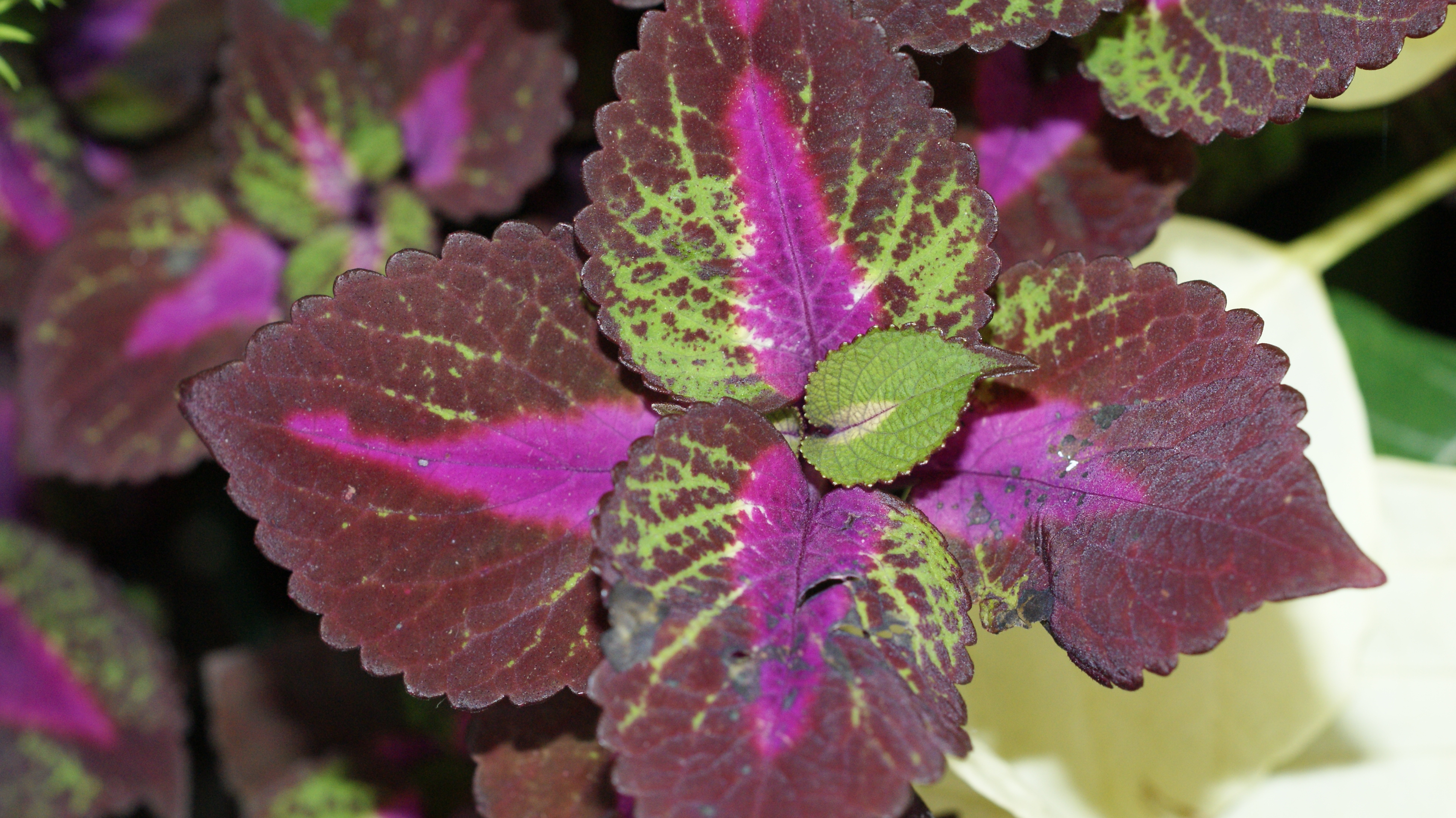
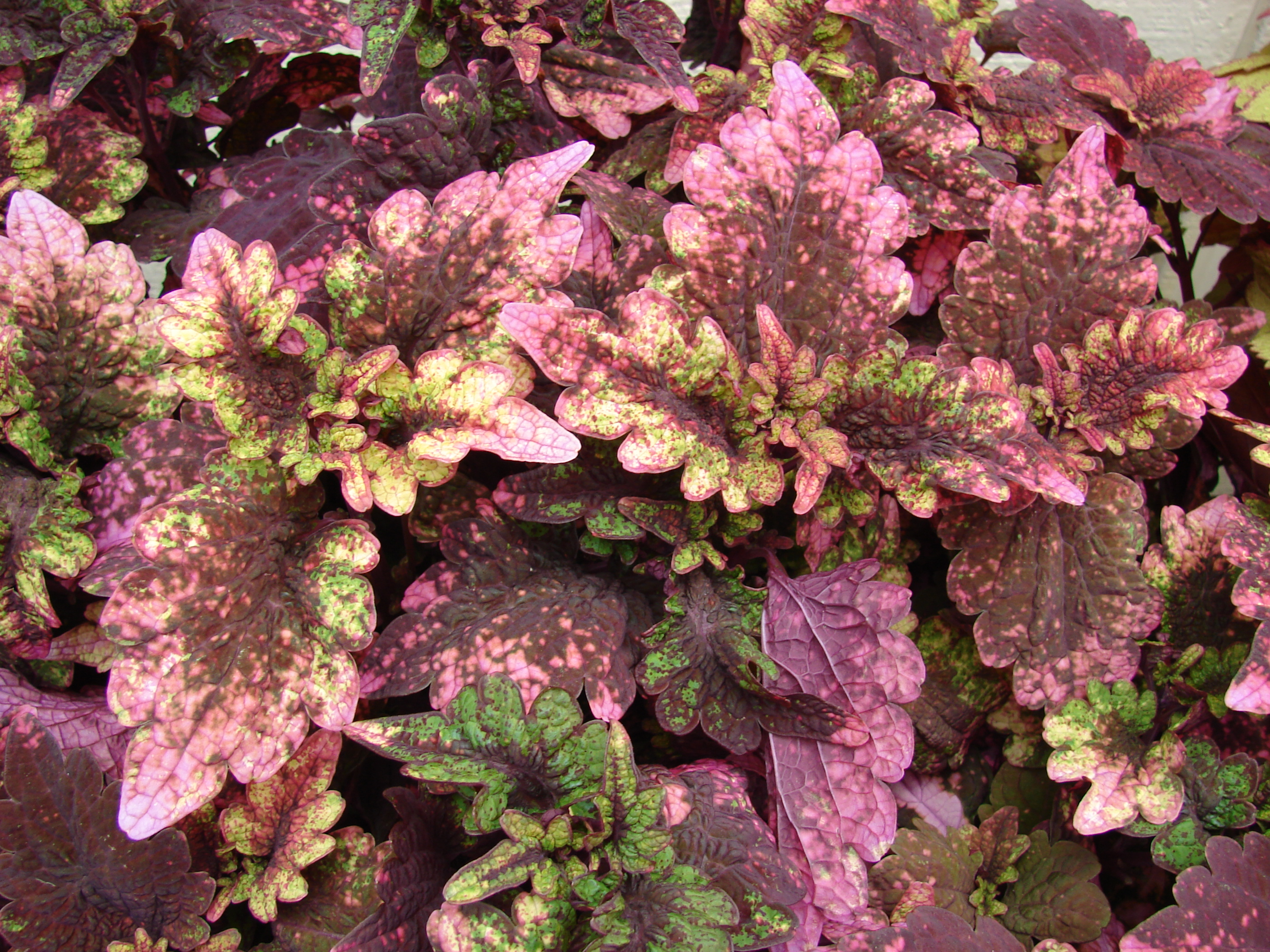
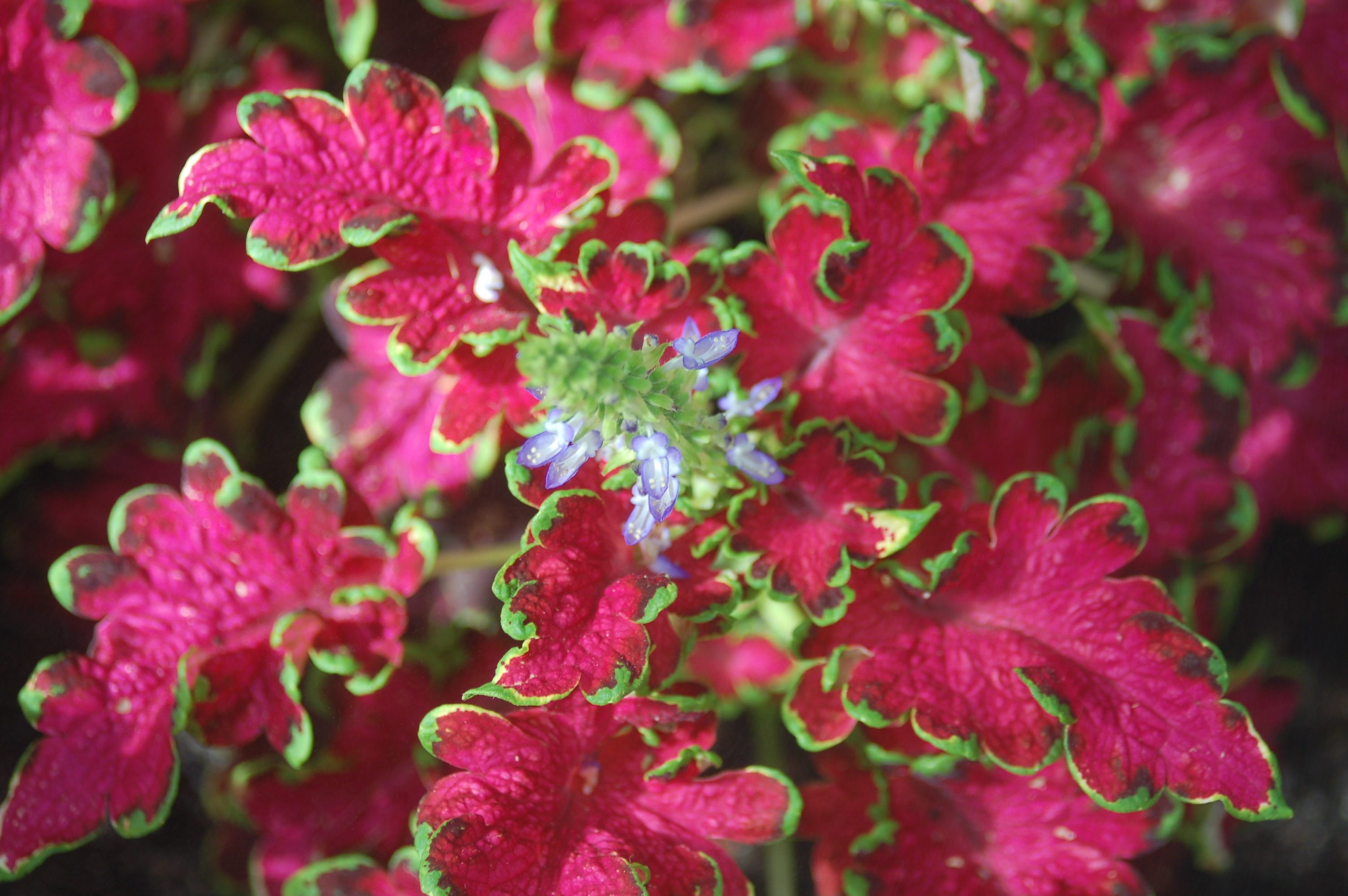
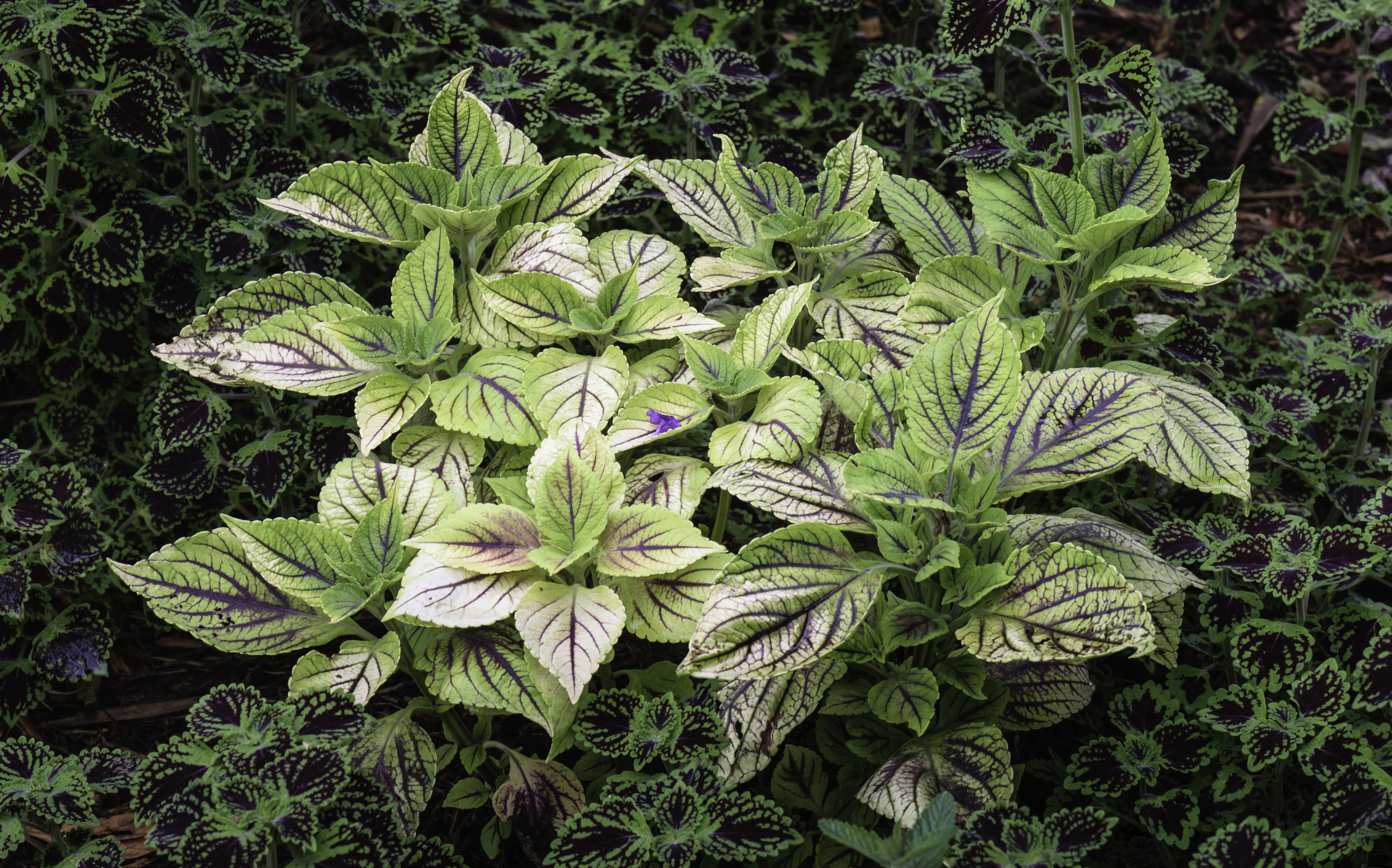
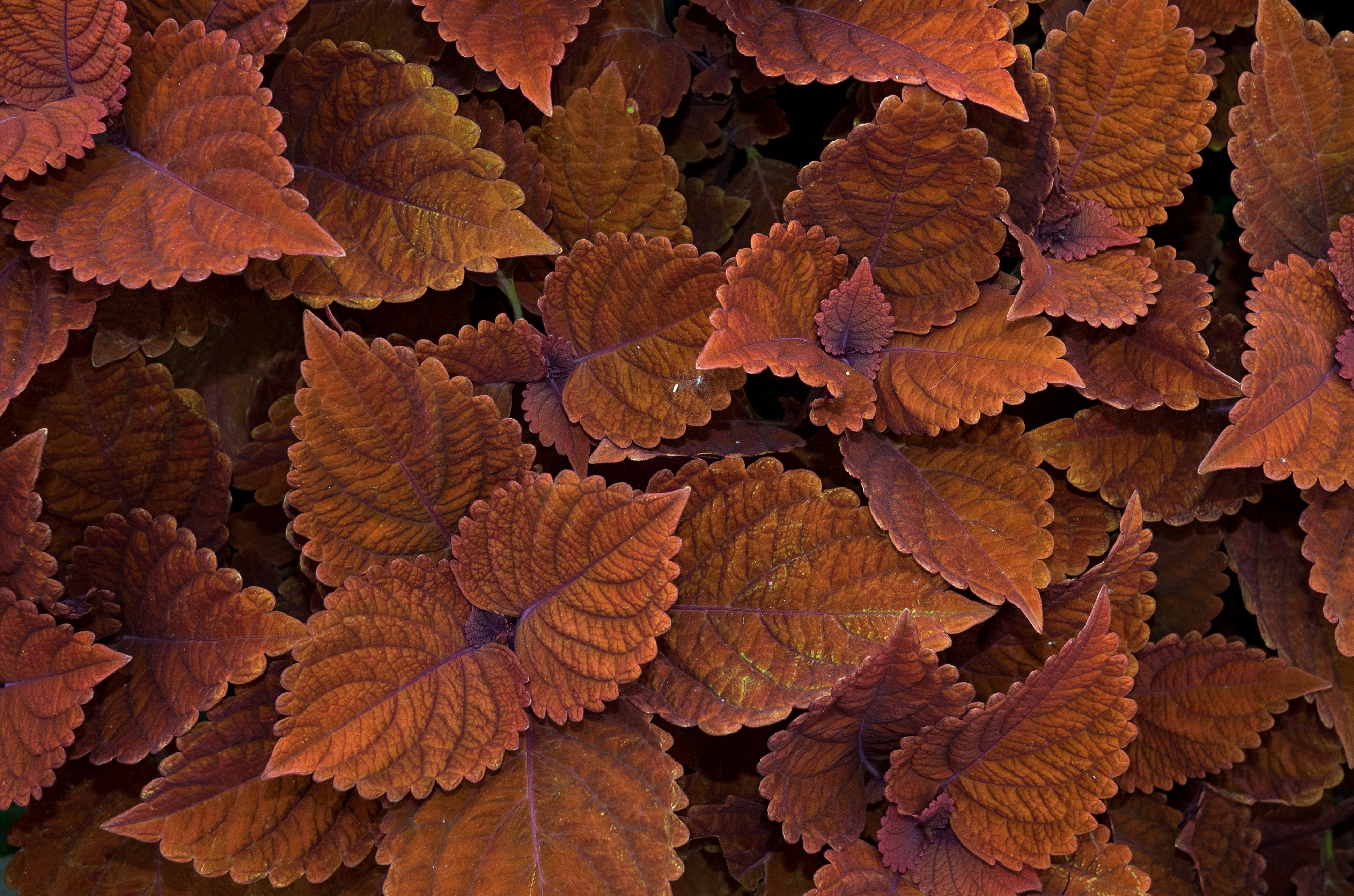

Las hojas de cultivares típicamente muestran contrastes marcados entre sus colores; las hojas particulares pueden ser de varios tonos de verdes, rosa, amarillo, "negro" (una púrpura muy oscura), marrón, crema, blanco, y rojo (un poco pareciéndose al no relacionado Caladium). La forma de hoja también varía de en términos generales aovado a más por poco lanceolado. Los márgenes de las hojas pueden tener dientes pequeños o grandes o ser ondulados, o ser una hoja de borde entero. Nuevos cultivares con formas de hoja diferente y combinaciones de color constantemente están siendo creados. Los siguientes cultivares han obtenido el premio de la Sociedad Hortícola Real de Mérito de Jardín:
| - 'Carmesí Ruffles' - 'Señor Falmouth' - 'Picturatus' - 'Belleza de piña' | - 'Pineapplette' - 'Scot real' - 'Walter Turner' - 'Wisley Tapiz' |

La coloración verde se debe a la cantidad de clorofila presente en los cloroplastos en las hojas. Los colores rojo, púrpura, rosa y naranja se deben a antocianinas y a pigmentos solubles en agua, flavonoides biosintéticos, encontrados en el follaje además de clorofila. El aumento en la producción de antocianina está acompañado por una disminución en producción de clorofila. La producción de antocianinas y clorofila está afectada por niveles de luminosidad; a más luz presente, más antocianinas serán producidas, con una relación inversa a la producción de clorofila. Las antocianinas son creadas dentro de la célula y facilitan la fotosíntesis en hojas que están expuestas a luz solar muy intensa o prolongada ya que proporcionan protección del efecto de la luz ultravioleta. Algunos cultivares de cóleo sobreproducen antocianinas y subproducen clorofila en la medida que el crecimiento óptimo se va impidiendo.

## Psicoactividad

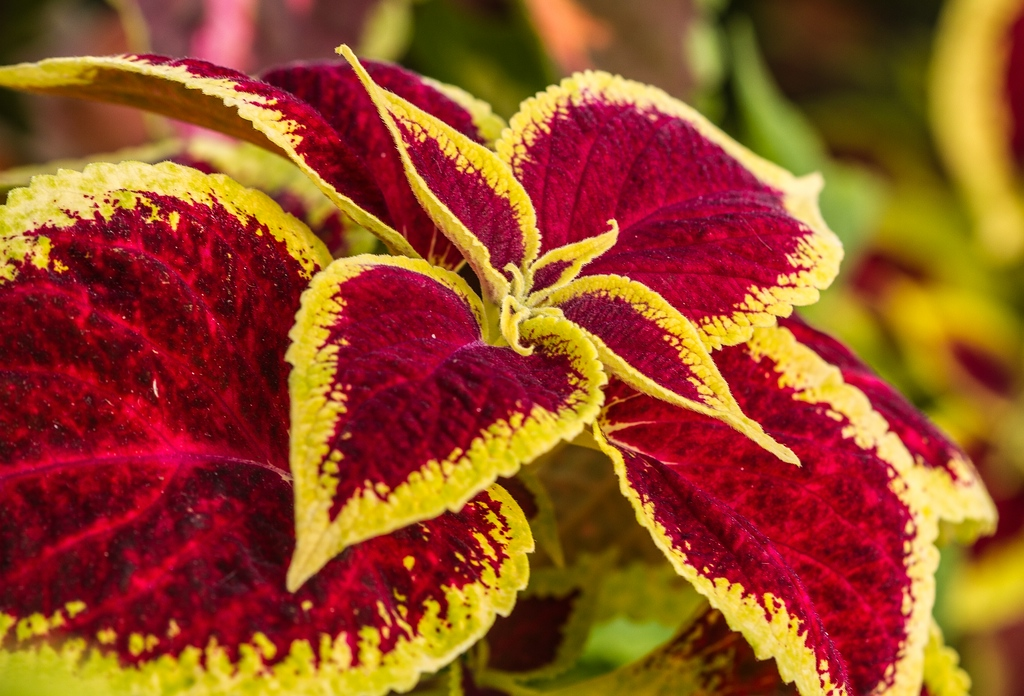
Plectranthus scutellarioides rojos.

Plectranthus scutellarioides, bajo el nombre Coleus blumei, ha sido informado de tener efectos relajantes y/o alucinógenos cuando es consumido. Los efectos de la planta no han sido científicamente explorados en gran detalle, pero se sabe que la planta ha sido utilizada por los indios mazatecos de México del sur por sus efectos psicotrópicos.

## Galería

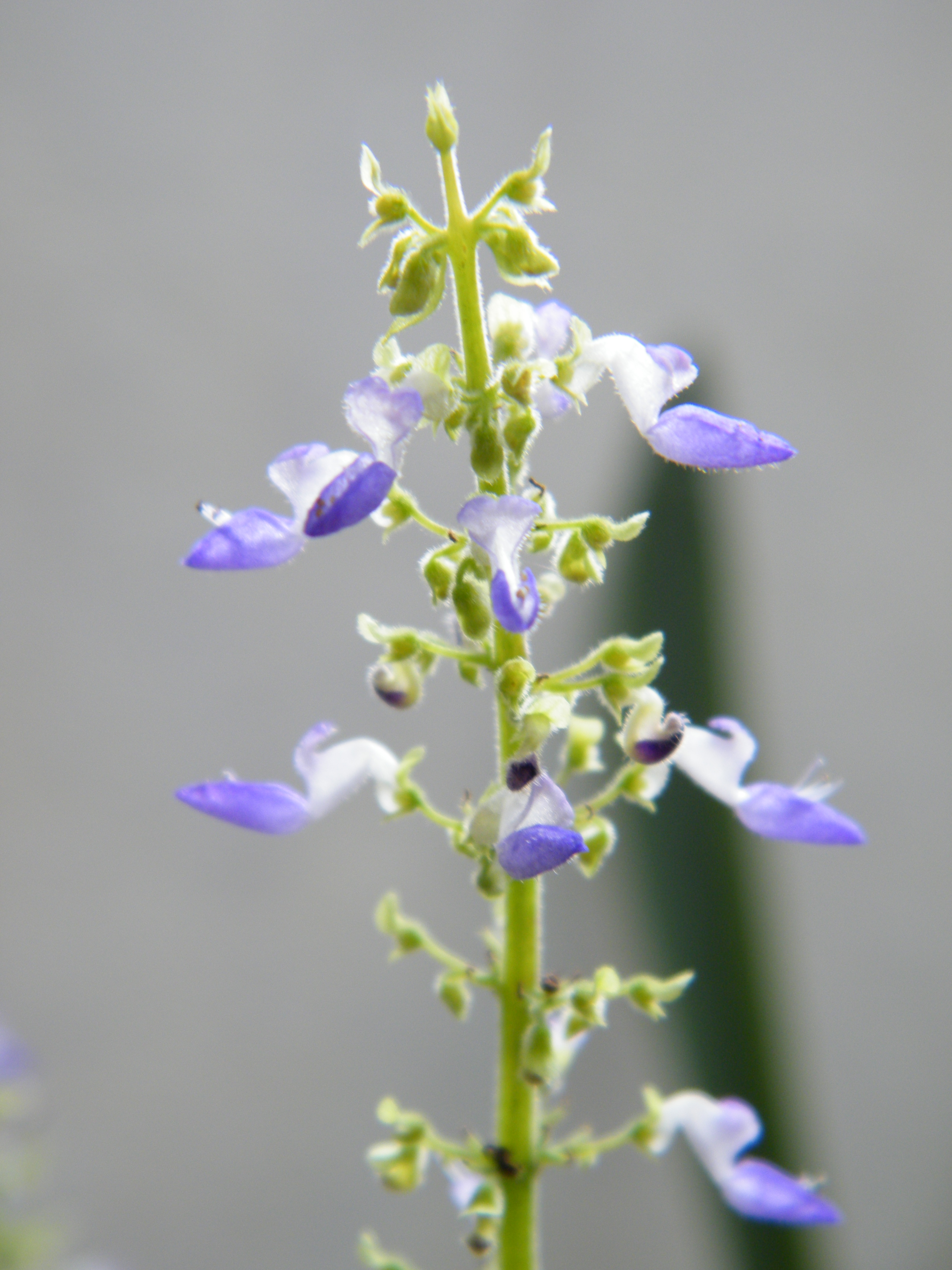
Inflorescencia
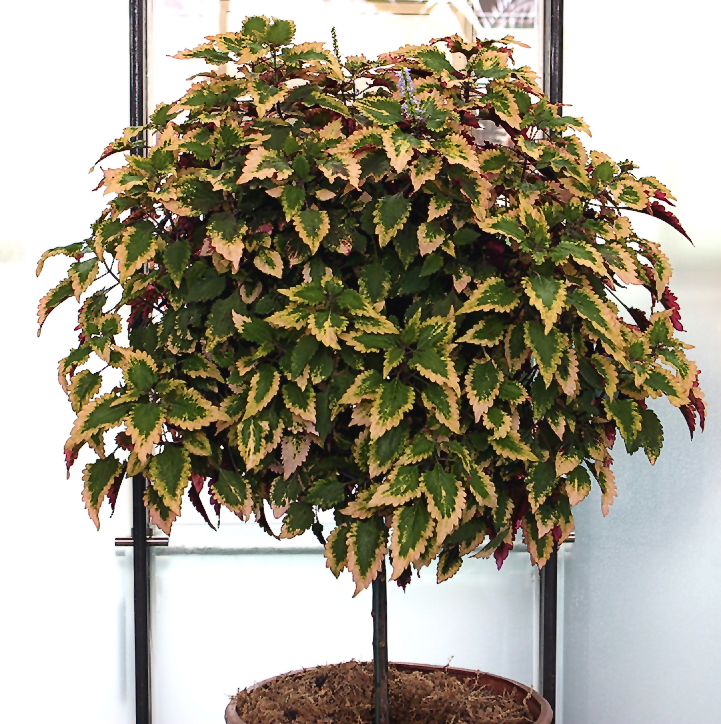
Cultivar Crecido como estándar corto